# Szabó Orbán Olga
Szabó Orbán Olga, született Orbán Olga (Kolozsvár, 1938. október 9. – Budapest, 2022. január 5.) világbajnok, olimpiai ezüstérmes romániai magyar tőrvívó.

## Pályafutása
Tornászként kezdte, de korán átváltott a tőrvívásra. Első edzője Ozoray Lajos volt. 1954-ben Románia ifjúsági bajnoka lett, ezt a teljesítményt háromszor megismételte, majd hétszer a felnőttek között szerzett országos bajnoki címet. 1956-ban olimpiai ezüstérmes lett egyéniben, 1962-ben világbajnoki címet szerzett egyéniben, ezt követően kétszer lett világbajnoki második helyezett (egyéniben és csapatban: Párizs, 1965). 1956 és 1972 között összesen 5 olimpián szerepelt, 1968-ban és 1972-ben a román női tőrvívócsapat tagjaként két olimpiai bronzérmet ért el. 1969-ben a román csapattal világbajnoki győzelmet aratott, 1970-ben pedig ezüstérmes lett. Ugyanebben az évben egyéniben világbajnoki bronzérmet szerzett.
Edzőként Romániában és Magyarországon is dolgozott.

## Magánélete
Férje Szabó Sándor vízilabdázó, akivel 1959-ben házasodtak össze. 1990 óta Magyarországon éltek.